# Gutiérrez (Argentina)
Gutiérrez é uma localidade do partido de Berezategui, da Província de Buenos Aires, na Argentina. Possui uma população estimada em 13.206 habitantes (INDEC 2001).